# Caniche (pel·lícula de 1979)
Caniche és un drama espanyol de 1979, dirigit per Bigas Luna. Ha estat doblat al català.

## Argument
Angel i la seva germana Eloisa viuen en una gran casa heretada d'una vella tia morta fa poc. A poc a poc, una estranya relació es posa en marxa entre elles dues i Dani, un caniche massa present.

## Repartiment
- Àngel Jové: Angel
- Consol Tura: Eloisa
- Linda Pérez Gallardo: Dani
- Cruz Tobar: Alberto
- Sara Grey: Tia Luna